# Nekron
Nekron, demone immaginario personificazione della Morte, è un personaggio dei fumetti pubblicati dalla DC Comics. Comparve per la prima volta in Tales of the Green Lantern Corps (vol. 1) n. 2 (giugno 1981), e fu creato da Mike W. Barr, Len Wein e Joe Staton. Nemico ricorrente di Lanterna Verde, è il principale antagonista della celebre storia La notte più profonda.

## Biografia del personaggio

### Origini
Nekron è l'immaginaria personificazione della Morte, padrone di una regione infernale che sembra essere una frontiera tra il limbo ed il Purgatorio all'interno dell'Universo DC. È il luogo in cui le anime dei morti aspettano il passaggio per la loro destinazione finale, sia essa la Città d'Argento o l'Inferno. Nekron trae il suo potere dalle anime e dagli spiriti di coloro che sono morti.
Durante tre numeri della miniserie Tales of the Green Lantern Corps, lo spirito energetico di Krona riuscì a raggiungere il reame di Nekron attraverso una spaccatura tra le dimensioni dovuta al paradosso di un immortale che si trova nel Regno dei Morti. Desiderando il mondo dei viventi, che ora riusciva a vedere, ma essendo troppo grosso per passare attraverso la fenditura, Nekron ricreò Krona come un essere non-morto di eccezionale potere. Dotandolo di un esercito di non-morti, Nekron inviò Krona ad uccidere i Guardiani dell'Universo al fine di incrementare lo spazio della fenditura. Krona cooperò solo perché il piano di Nekron coinvolgeva il collasso dell'universo e quindi la possibilità per lui di ricrearlo secondo i suoi desideri (cosa che avrebbe dato a Krona la possibilità di vedere la nascita di un universo). Krona e il suo esercito uccisero i Guardiani e parecchie Lanterne Verdi, mentre distruggevano la Batteria del Potere Centrale così che nessuna Lanterna Verde avrebbe potuto ricaricare il proprio anello. Sebbene il suo attacco danneggiasse il morale del Corpo delle Lanterne Verdi, Hal Jordan riuscì ad ispirare e a radunare parecchi colleghi nell'attaccare Krona con la poca energia rimasta nei loro anelli. Nekron fu sconfitto quando Jordan entrò nel Regno dei Morti e incitò gli spiriti delle Lanterne appena uccise a ribellarsi contro di lui. Questo diede ai Guardiani tempo sufficiente per bandire Krona nel Regno dei Morti e richiudere la spaccatura con Jordan ancora al suo interno. Lo spirito del suo predecessore, Abin Sur, aiutò Hal ad uscirne.

### Comparse successive
Capitan Atomo ebbe il suo incontro con Nekron nelle pagine di Captain Atom n. 42 e 43 (giugno-luglio 1990), in cui fu descritto come "La Morte come Ultimo Avversario". Black Racer, che comparve nel fumetto, coniò la citazione "La Morte come Inevitabilità", mentre la Morte disse "Morte come Rilascio, come Pietà, come Compassione". Attingendo al campo quantico, Capitan Atomo riuscì a tirare fuori il meglio di Nekron e riuscì a rivedere la sua amata moglie deceduta.
Nekron comparve successivamente in Fate n. 12, dove si batté contro il demone Nebiros, dopo la distruzione della Torre Fate di Dottor Fate. Un altro a fare la sua comparsa in questo fumetto è Jared Stevens (Fate).
In Green Lantern Annual vol. 3 n. 7, Kyle Rayner incontrò Nekron. Durante questo numero, Nekron riuscì quasi ad entrare nel mondo dei vivi quando il livello di attività super naturale incrementò misteriosamente. Questa crescita diede a Nekron l'opportunità di controllare brevemente ogni membro deceduto del Corpo delle Lanterne Verdi, che agiva come armata e come ancora al mondo dei viventi. Kyle riuscì a riportare Nekron nella sua dimensione liberando le Lanterne non-morte dal suo controllo. La spaccatura si sigillò dopo la sconfitta di Nekron.
Nekron incontrò anche Wonder Woman e Rebecca Carstairs (Witchfire) in Power Company: Witchfire n. 1.

### La notte più profonda
Durante gli eventi di La notte più profonda, fu rivelato che Nekron era il responsabile degli anelli neri del potere, che rianimavano i morti, ed era in collaborazione con Scar e Mano Nera. Quando il livello di potere degli anelli delle Lanterne Nere raggiunse il 100%, Nekron sorse sulla Terra, appena fuori da Coast City. Si scoprì anche che Nekron, in una parziale retcon di una precedente storia dei Teen Titans, era la mente dietro la miracolosa resurrezione di molti supereroi nel passato. "Permettendo" agli eroi deceduti di rinascere, si garantì una piccola squadra di "agenti infiltrati", così, dopo aver resuscitato Batman per qualche istante come una fune emozionale, riuscì a creare degli anelli neri del potere che si attaccarono a Superman, Wonder Woman, Donna Troy, Kid Flash, Animal Man, Ice, Freccia Verde e Superboy, trasformandoli tutti in Lanterne Nere. Anche Hal Jordan e Barry Allen erano sulla lista dei possibili obiettivi, ma Barry riuscì ad evitare la loro trasformazione spostandosi due secondi nel futuro grazie alla sua velocità.
Secondo la Lanterna Nera Jean Loring, quando i Guardiani imbrigliarono inizialmente lo Spettro emozionale, Nekron fu creato al di fuori dell'esistenza precedente alla creazione dell'universo come meccanismo di difesa, Guardiano dell'Oscurità. Datagli la forma della morte concepita dalla mente umana, Nekron marciò con il suo esercito di non morti, affermando che la fame che lo attanaglia non viene mai soddisfatta.

## Poteri e abilità
I limiti dei poteri di Nekron sono sconosciuti. Geoff Johns lo descrisse come probabilmente la forza oscura più potente dell'Universo DC. Mostrò l'abilità di resuscitare i morti, uccidere con un tocco, lanciare colpi di energia nera e di crescere a dismisura.

## Altri media

### Videogiochi
Nekron è il principale antagonista del videogioco per Android e iOS DC Legends.